# ペンタン
ペンタン（英: pentane）とは、炭素数5つの直鎖状のアルカンである。天然ガスや石油エーテル、ガソリン等に含まれている。

## 名称
ペンタンも含めて、直鎖状のアルカンをノルマルアルカンと総称する。ペンタンには分枝した構造異性体が2つ、つまり、イソペンタンとネオペンタンが存在し、構造異性体を含めた総称として、俗に「ペンタン」と呼ぶ場合もある。そこで、これらと区別する際に、n-ペンタン（ノルマルペンタン）と呼ぶ場合がある。
しかしながら、IUPAC命名法でペンタンと言えば、直鎖状のn-ペンタンを指す。なお、構造異性体であるイソペンタンをIUPAC名で言えば2-メチルブタンであり、ネオペンタンをIUPAC名で言えば2,2-ジメチルプロパンと、きちんと区別できる。その上に、IUPAC名は化合物の構造を言い表している。
よって本稿では、これ以降、IUPAC名に従って記載する。

## 物理化学的性質
常圧でのペンタンの沸点は36 ℃でありしたがって、常温・常圧でペンタンは液体として存在する。常圧での沸点が常温を上回る、最短の炭素鎖の直鎖状アルカンが、ペンタンである。なお、液体であっても色は無い。また、ペンタンの揮発性は比較的高く、揮発してきたペンタンを、ヒトの嗅覚は感知できる。
アルカンは一般に可燃物であり、酸素と化合して燃焼し、水と二酸化炭素に変化する。この反応は発熱反応であるため、アルカンの燃焼反応は、アルカンと酸素が供給され続ける限り、外部からエネルギーを与えずとも、勝手に持続し得る。ペンタンもまた可燃物であるだけでなく、さらに、揮発性が高く、引火点が-49 ℃と引火し易いため、その取り扱いには注意が必要である。
日本では消防法に定める第4類危険物の特殊引火物に該当し、法規制されている。

## 利用
ペンタンには多くの利用法が知られており、以下に、その例の一部を記載する。

### 発泡剤
発泡スチロール製造に際して発泡剤として利用される。

### 熱媒体
安価な低沸点の流体として、地熱発電の1種であるバイナリー発電に於いて、蒸気タービンを回すための媒体として用いる場合がある。水より低温でも沸騰して蒸気になるため、水では沸騰しない低い温度の熱源を利用できるためである。
要するに、比較的低い温度の熱源に、液化したペンタンを曝して沸騰させて気体にし、液体から気体になった際に体積が急激に膨張した圧力で、蒸気タービンを回し、その回転を利用して発電機を駆動するのである。なお、蒸気タービンを回した後は、何らかの方法で再びペンタンを液体に戻して、ペンタンは循環させて使用する。
九州電力の八丁原発電所には日本国内初のバイナリー発電施設があり、2006年からペンタンを利用したバイナリー発電を実施している。

### 有機溶媒
室温で液体として存在する直鎖状アルカンの中では、ペンタンが最も揮発性が高いため、実験室では蒸発させ易い溶媒として利用される場合がある。液相クロマトグラフィーの溶媒としても使われる場合がある。
ペンタンは多くの非極性溶媒（有機塩素化合物、芳香族、エーテルなど）と自由に混和する。しかし、ペンタンは非極性で官能基が無いため、非極性でアルキル鎖に富んだ化合物しか溶かせない。